# Retardanty wzrostu roślin
Retardanty wzrostu roślin (antygibereliny) – grupa syntetycznych regulatorów wzrostu i rozwoju roślin o różnej budowie chemicznej. Cechą wspólną związków z tej grupy jest hamowanie wzrostu roślin wyższych, dlatego znalazły zastosowanie w rolnictwie i ogrodnictwie do ograniczania długości pędów bez jednoczesnego obniżania produktywności uprawy. Nazwa „antygibereliny” pochodzi od ich działania przeciwnego do giberelin (fitohormonów).
Retardanty wzrostu roślin o najlepiej poznanym działaniu to:

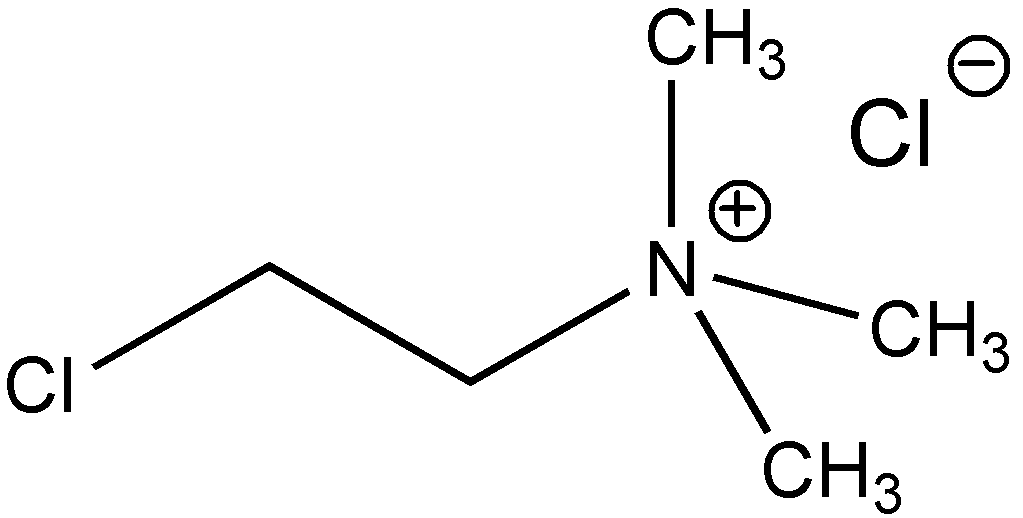
Chlorek chlorocholiny

- chlorek 2-chloroetylotrimetyloamoniowy
- chlorek [2-metylo-4 (piperydylo-1'-karbamino)-5-izopropylofenylo]-trimetyloamoniowy (Amo 1618)
- chlorek trójbutylo-2,4-dwuchlorobenzylofosfoniowy
- kwas N-dimetyloaminobursztynowy (B-995 lub B-9).

Mechanizm działania retardantów jest zróżnicowany. Większość hamuje aktywność któregoś z enzymów odpowiedzialnych za syntezę giberelin. W wyniku powiązań szlaków metabolicznych retardanty wpływają także na syntezę kwasu abscysynowego, etenu, steroli, flawonoidów oraz innych związków organicznych. Znane są również retardanty o działaniu związanym z budową podobną do budowy naturalnych giberelin (na przykład 16,17-dihydro-GA5).